# アナン (フリゲート)
アナン (HMCS Annan) はカナダ海軍のフリゲート。リバー級。

## 艦歴
イギリス海軍により1942年12月26日に発注され、ホール・ラッセル社のスコットランド、アバディーンの造船所で1943年6月10日に起工。1943年12月29日に進水し、1944年1月13日にカナダ海軍に引き渡され就役した。
ロンドンデリーで第6護衛グループに加わり、イギリス周辺で哨戒や船団護衛に従事。1944年10月16日、第6護衛グループはフェロー諸島の南でドイツ潜水艦「U1006」と遭遇。浮上した「U1006」は「アナン」の爆雷で沈められた。「アナン」は生存者46人を救助した。1945年4月、第6護衛グループはハリファックスへと移された。しかし、翌月「アナン」はイギリスに戻り、1945年6月20日にシアネスでイギリス海軍に返還された。
「アナン」は1945年11月22日にデンマーク海軍に売却され、売却されたもう一隻のリバー級フリゲートともにHolger Danske級と称された。「アナン」は「Niels Ebbesen」と改名。士官候補生用の練習艦となった。1963年5月8日に退役し、デンマークのオーデンセで解体された。